# Rasavka (Lișciînka), Kaharlîk
Rasavka (în ucraineană Расавка) este un sat în comuna Lișciînka din raionul Kaharlîk, regiunea Kiev, Ucraina.

## Demografie
Componența lingvistică a localității Rasavka
     Ucraineană (98,59%)
     Rusă (1,41%)
Conform recensământului din 2001, majoritatea populației localității Rasavka era vorbitoare de ucraineană (98,59%), existând în minoritate și vorbitori de rusă (1,41%).